# فلور روالس
فلور روالس (انگلیسی: Flore Revalles; ۲۵ ژانویهٔ ۱۸۸۹ – ۲۹ اوت ۱۹۶۶) خواننده، رقصنده و بازیگر اهل سوئیس بود.